# José Luís Vidigal
José Luís da Cruz Vidigal (* 15. března 1973 Sá da Bandeira) je bývalý portugalský fotbalista narozený v Angole. Nastupoval především jako záložník. Portugalsko reprezentoval v letech 2000–2002, v 15 zápasech. Získal bronz na mistrovství Evropy 2000, krom toho se zúčastnil olympijského turnaje v roce 1996 (Portugalci zde skončili čtvrtí). Na klubové úrovni dosáhl největších úspěchů se Sportingem Lisabon, kde působil v letech 1995–2000, a s nímž získal titul mistra Portugalska, v dějinách klubu první po 32 letech (1999–2000). Hrál za O Elvas (1992–1994), Estoril (1994–1995), Sporting (1995–2000), SSC Neapol (2000–2004), Livorno (2004–2005, 2006–2008), Udine (2005–2006) a Estrelu Amadora (2008–2009). Jeho bratr Lito Vidigal reprezentoval ve fotbale Angolu.